# Aristolochia pallida
Aristolochia pallida är en piprankeväxtart. Aristolochia pallida ingår i släktet piprankor, och familjen piprankeväxter.

## Underarter
Arten delas in i följande underarter:
- A. p. castellana
- A. p. pallida